# Incidente entre Will Smith y Chris Rock
En la 94.ª edición de los Premios Óscar, celebrada el 27 de marzo de 2022, el actor Will Smith subió al escenario y le dio una bofetada en la cara al cómico Chris Rock, durante la presentación de Rock al mejor largometraje documental. La bofetada fue en respuesta a una broma que hizo el comediante sobre la cabeza rapada de la esposa de Smith, Jada Pinkett Smith, quien comenzó a afeitarse la cabeza en 2021 debido a la alopecia areata. Después de volver a su asiento, Smith gritó interjecciones profanas a Rock. Rock comentó brevemente el incidente, pero terminó su presentación sin más interrupciones.
Más tarde, Smith ganó el Óscar al mejor actor. Posteriormente, durante su discurso, se disculpó con la Academia de las Artes y las Ciencias Cinematográficas y con otros nominados, pero no con Rock. Se disculpó con Rock y con la Academia al día siguiente a través de las redes sociales. Smith renunció a su condición de miembro de la Academia el 1 de abril, enfrentándose a una posible suspensión o expulsión, y se le prohibió asistir a los actos de la Academia durante diez años, a partir del 8 de abril.
La transmisión televisiva en vivo de la ceremonia en EE. UU. censuró en su mayor parte el incidente debido a las leyes federales de censura. Sin embargo, las imágenes internacionales no censuradas se hicieron virales en las redes sociales; un extracto de la emisión australiana se convirtió en uno de los vídeos más vistos en Internet en las primeras 24 horas. El incidente eclipsó en gran medida el resto de la ceremonia y suscitó una gran indignación, comentarios y debates.

## Antecedentes
Tras la ceremonia, algunas publicaciones recordaron los comentarios que Chris Rock hizo en el pasado sobre Jada Pinkett Smith, la esposa de Will Smith. En 1997, él había comentado la participación de ella en la Million Woman March en una entrevista en su programa de entrevistas nocturno, The Chris Rock Show, en la que parecían encontrarse a gusto.
Rock ya había sido anfitrión de los premios en dos ocasiones, incluso en 2016. Varios actores, entre ellos Pinkett Smith, boicotearon debido a la falta de nominados afroamericanos. Rock bromeó en su monólogo de apertura: «Que Jada boicotee los Óscar es como que yo boicotee las bragas de Rihanna. No estaba invitada».
En 2018, Pinkett Smith reveló que estaba perdiendo el cabello, potencialmente debido al estrés en su programa de entrevistas Red Table Talk. Se le diagnosticó alopecia areata, una enfermedad autoinmune, y en julio de 2021 comenzó a afeitarse completamente la cabeza.
El 3 de marzo de 2022, la Academia de las Artes y las Ciencias Cinematográficas anunció que Rock sería uno de los presentadores de la 94.ª edición de los Premios Óscar.

## Incidente
Rock anunció los nominados al mejor largometraje documental en la 94.ª edición de los premios de la Academia. Realizó un breve monólogo cómico que leyó a grandes rasgos de un guion de teleprónter. Rock bromeó sobre los esposos Javier Bardem y Penélope Cruz, ambos ganadores de Óscars anteriores que recibieron nominaciones similares en esa ceremonia. Smith y Pinkett Smith estaban sentados juntos cerca de la parte delantera del público.
Rock: You know who's got the hardest job tonight?—Javier Bardem and his wife are both nominated – now if she loses – he can't win! —
Rock: He is praying that Will Smith wins like please lord—
Traducción: ¿Sabéis quién tiene el trabajo más difícil de esta noche? Javier Bardem y su esposa están nominados, si ella pierde, ¡él no puede ganar! Traducción: Él ruega que gane Will Smith en plan ¡por favor!, señor.
Luego, Rock comenzó una broma improvisada sobre la cabeza afeitada de Pinkett Smith, comparándola con el estilo dramático de Demi Moore en el filme G.I. Jane de 1997.

### Intervención
Rock: Jada, I love you. G.I. Jane 2, can't wait to see it, alright? [risas de los espectadores]
Traducción: Jada, te quiero. No aguanto las ganas de ver G.I. Jane 2, ¿vale? [risas]
La emisión mostró las reacciones de Smith y Pinkett Smith a la broma: Smith rio y sonrió mientras Pinkett Smith puso sus ojos en blanco. A continuación, la emisión volvió a mostrar a Rock.
Rock: It's—that was a—that was a nice one! Okay. I'm out here— [sees Smith approaching him] uh oh—Richard...
Traducción: Esa… fue una… ¡esa fue muy buena (broma)! Vale. Estoy por aquí… [ve a Smith acercándose a él] oh oh, Richard…
Rock siguió riendo e inclinándose hacia delante con las manos en la espalda mientras Smith cruzaba el escenario para ponerse de pie y confrontarle. Smith abofeteó a Rock en la cara sin mediar palabra, se dio la vuelta y volvió a su asiento con paso firme. El ataque sobresaltó al público, repentinamente silencioso, y muchos supusieron que se trataba de una comedia preparada de antemano. Un ataque físico contradecía la imagen pública tranquila y positiva de Smith en sus tres décadas de carrera. Rock, normalmente calmado, también parecía aturdido, mientras Smith le gritaba desde su asiento.
Rock: Oh, wow! Wow! Will Smith just smacked the shit out of me. [audience laughs] Thi— 
Traducción: Oh, ¡guau! ¡Guau! Will Smith me acaba de dar una buena hostia. [el público comienza a reír] Es…
ㅤ
Smith: [shouting from the audience] Keep my wife's name out your fucking mouth! [audience gasps]
Traducción: [gritando desde el público] ¡Mantén el nombre de mi esposa fuera de tu maldita boca! [la audiencia jadea]
ㅤ
Rock: Wow, dude!
Traducción: ¡Vaya, tío!
ㅤ
Smith: Yeah
ㅤ
Rock: It was a G.I Jane joke
Traducción: Era una simple broma de G.I. Jane
ㅤㅤ
Smith: [his voice rise] Keep my wife's name out your fucking mouth!
Traducción: [su voz se eleva] ¡Mantén el nombre de mi esposa fuera de tu puta boca!
ㅤ
Rock: I'm going to, ok? ...I could, oh, okay. That was a... greatest night in the history of television, okay. [audience laughs] Okay—
Traducción: Lo haré, ¿de acuerdo? ...podría, oh, vale. Esa es la... mejor noche en la historia de la televisión, de acuerdo. [Risas] Ok.
Este diálogo hizo que el público y los periodistas se dieran cuenta de que la rabia de Smith era auténtica. Kevin Costner, que esperaba fuera del escenario para presentar el Óscar al mejor director, dijo: «Oh, eso fue real». Durante la mayor parte de la hora que transcurrió hasta el discurso de agradecimiento de Smith, el público, al parecer aturdido y confuso, esperaba cualquier reconocimiento oficial desde el escenario. Los que se encontraban en el entresuelo se asomaban de vez en cuando al balcón para ver lo que ocurría abajo. Sin embargo, el espectáculo no utilizó presentadores a partir de ese momento y continuó como de costumbre. Los improperios de Smith fueron censurados mediante el silenciamiento del audio durante la emisión en directo en muchos países.

## Consecuencias
Las consecuencias no se hicieron esperar y durante los días posteriores al incidente se produjo un debate social entre los que apoyaban la acción de Will, contra aquellos que consideraban que no actuó correctamente.
Por su parte Rock, el 31 de marzo durante una actuación en Boston de su "Ego Death Tour", dijo:

"Todavía estoy procesando lo que ocurrió, así que en algún momento hablaré sobre ello. Y será serio".

A finales de marzo, la Academia de Hollywood estudió como sancionar a Smith, donde finalmente, el 8 de abril de 2022 le impuso una expulsión de 10 años, sin embargo el actor podrá conservar la estatuilla obtenida en la gala, pero no se le permitirá participar en los actos relacionados con la Academia.
Días después el actor, que se mantuvo en silencio mediático durante semanas, acató la penalización diciendo:

"Acepto y respeto la decisión de la Academia".

Su mujer, dio días antes su versión y reconoció que no necesitaba ser defendida por nadie, añadiendo que:

"Este es tiempo de curarse y estoy dispuesta a ello".

### Respuesta de Chris Rock
En marzo de 2023, casi un año después, durante un show para Netflix, Rock habló por primera vez del incidente; en el cual acusó que el comportamiento de Will Smith fue debido a una infidelidad previa de su esposa. También aseguró que Will Smith no le ha contestado ninguna llamada desde entonces.